# Mad Max 2
Mad Max 2 (cunoscut în Statele Unite și sub denumirea The Road Warrior, altă denumire: Mad Max 2: The Road Warrior) este un film de acțiune post-apocaliptic australian din 1981 regizat de George Miller. În film apare Mel Gibson în rolul polițistului Max Rockatansky. 

## Distribuție
- Mel Gibson - Max "Mad Max" Rockatansky
- Bruce Spence - "The Gyro Captain"
- Mike Preston - Pappagallo
- Max Phipps - "The Toadie"
- Vernon Wells - "Wez"
- Emil Minty - The Feral Kid
- Kjell Nilsson - "The Humungus"
- Virginia Hey - Warrior Woman
- William Zappa - Zetta
- Arkie Whiteley - The Captain's Girl
- Steven J. Spears - The Mechanic
- Syd Heylen - Curmudgeon
- Moira Claux - Rebecca "Big Rebecca"
- David Downer - Nathan